# Magyar mese- és mondavilág
A Magyar mese- és mondavilág, alcímén Ezer év meseköltése Benedek Elek egyik jelentős alkotása, mesegyűjteménye.

## Története
Az 1894 és 1896 között az Athenaeum Irodalmi és Nyomdai Rt. gondozásában Budapesten megjelent 5 kötetes sorozat 391 tündérmesét, történeti személyekhez, földrajzi helyszínekhez kapcsolódó mondát, néhány legendát és állatmesét foglal magában. A mesék egy részét Benedek Elek gyűjtötte, másik részét népköltési gyűjteményekből (Merényi, Kriza, Erdélyi, Mailáth stb.) vette át. Mivel egységes, irodalmi stílusban fel is dolgozta őket, közvetlen néprajzi kutatásokra nem annyira alkalmasak. Ugyanakkor Gulyás Pál bibliográfus Népkönyvtári címjegyzéke (1910) kicsik és nagyok számára megfelelő szórakoztató olvasmánynak minősítette. Kiemelte azt is, hogy a sorozat a népkönyvtárak legkeresettebb műve, amelyet nagyobb könyvtárak részére több példányban is ajánlott beszerezni.
A kötetek értékét növelik Szécshy Gyula szövegrajzai.

## Újabb kiadások
- 2. kiadás: 1901 és 1904 között az Athenaeum másodszorra,[1] majd
- 3. kiadás: 1911 és 1913 között harmadszorra[2] is megjelentette a sorozatot.
- 4. kiadás: 1914 és 1927 között egy negyedik kiadás is készült, itt azonban kettébontották a köteteket.[3]
- 5. kiadás: Athenaeum, 1924[4]
- 6. kiadás: Athenaeum, 1929[5]
- 7. kiadás: Athenaeum, 1943[6]

- 1987–1989-ben a Könyvértékesítő Vállalat-Móra Ferenc Ifjúsági Könyvkiadó adta közre 3 kötetbe tömörítve Reich Károly rajzaival.[7]
- 1 kötetes változatot jelentetett meg 1995-ben a Videopont Kiadó.[8]
- 2005 és 2008 között Pallas-Akadémia adta kis ismét a művet.[9]
- 1 kötetes változatban 2010-ben a Könyvmíves Kiadó Kft. jelentette meg ismét[10]
- 2016-tól a Hermit Könyvkiadó Bt. jelentetett meg új kiadást.[11]

Eredeti szövegképes, fakszimile kiadást a teljes sorozatról 2000-ben készített a Puedlo Könyvkiadó, azonban az eredeti kötetek kettébontották (azaz 10 kötetből áll az ő sorozatuk).
2018-ban elektronikus kiadás jelent meg az Adamo Books jóvoltából. Ingyenesen olvasható a Magyar Elektronikus Könyvtár honlapján is (ld. az alábbi táblázat megfelelő helyén).

## Az első kiadás kötetbeosztása
| Kötetszám  | Oldalszáma | Kiadási év | Elektronikus elérés |
| ---------- | ---------- | ---------- | ------------------- |
| I. kötet   | 486        | 1894       |                     |
| II. kötet  | 489        | ?          |                     |
| III. kötet | 480        | ?          |                     |
| IV. kötet  | 480        | ?          |                     |
| V. kötet   | 504        | 1896       |                     |

## A Pudelo Kiadó-féle teljes fakszimile kiadás kötetbeosztása
| Az első kiadás kötetszáma | Kötetszám    | Oldalszáma | Kiadási év | ISBN-szám          |
| ------------------------- | ------------ | ---------- | ---------- | ------------------ |
| I. kötet                  | I/1. kötet   | 255        | 2000       | ISBN 963-860-525-1 |
| I. kötet                  | I/2. kötet   | 231        | 2001       | ISBN 963-932-034-x |
| II. kötet                 | II/1. kötet  | 240        | 2000       | ISBN 963-932-027-7 |
| II. kötet                 | II/2. kötet  | 248        | 2000       | ISBN 963-9320-28-5 |
| III. kötet                | III/1. kötet | 238        | ?          | ISBN 963-9320-70-6 |
| III. kötet                | III/2. kötet | 244        | ?          | ISBN 963-9320-71-4 |
| IV. kötet                 | IV/1. kötet  | 240        | ?          | ISBN 963-9320-72-2 |
| IV. kötet                 | IV/2. kötet  | 240        | ?          | ISBN 963-9320-73-0 |
| V. kötet                  | V/1. kötet   | 272        | ?          | ISBN 963-9320-74-9 |
| V. kötet                  | V/2. kötet   | 256        | ?          | ISBN 963-9320-75-7 |